# Ladri di barzellette
Ladri di barzellette è un film del 2004 diretto da Bruno Colella e Leonardo Giuliano.

## Trama
Aurelio Grimaldi interpreta se stesso e nella storia è costretto da un produttore cinematografico a dirigere il sequel de Le barzellette, film di grande successo, per il quale è stato trovato un finanziatore rozzo e totalmente estraneo al cinema. Ma Grimaldi è un regista che vuole affrontare temi drammatici e vuole girare una trilogia su Aldo Moro, per questo gli viene promesso che sarebbe stato prodotto con un budget più alto del previsto se prima avesse girato il film comico. Allora Aurelio cerca, con scarsi risultati, di inserire citazioni importanti anche nel film comico e spiazzato cerca ispirazione trovando situazioni paradossali.

## Produzione
La produzione, oltre che il soggetto e la sceneggiatura, è stata organizzata in un solo mese in seguito al quale sono iniziate le riprese. L'idea originale di Colella e Giuliano era quella di un film divertente che tradisse la mano di un  regista-intellettuale come Bruno Colella ed ironizzasse sul sistema cinematografico italiano, rappresentato da Leonardo Giuliano. Scopo del film era inoltre raggiungere un pubblico che non rientrasse nello specifico target degli ideatori, pur mantenendo il loro stile ed il loro punto di vista.

### Riprese
Le riprese sono cominciate a metà maggio 2004 ed il montaggio è stato fatto a giugno in modo che il film fosse lanciato per le festività romane dei Santi Pietro e Paolo. I set del film sono stati quasi del tutto allestiti in un teatro di posa, presso il Centro di Produzione Cinematografica di Sales, eccezion fatta per alcune esterne girate sempre a Roma (nell'Aventino, a Portuense e davanti alla Bocca della Verità) e provincia. Inoltre ci sono scene girate a Pomezia.

## Curiosità
- Le diverse locandine del film sono tutte fatte a fumetti e firmate da Stefano Disegni.